# Баризон, Паоло
Паоло Баризон (итал. Paolo Barison; 23 июня 1936, Витторио-Венето, Венеция — 17 апреля 1979, Андора, Лигурия) — итальянский футболист, игравший на позиции флангового полузащитника, и тренер.

## Клубная карьера
Во взрослом футболе дебютировал в 1953 году выступлениями за команду «Витторио Венето» из родного города, в которой провёл один сезон, после чего перешёл в «Венецию», с которой в сезоне 1955/56 выиграл Серию С и вышел во второй дивизион.
Своей игрой за последнюю команду привлёк внимание представителей тренерского штаба «Дженоа» с Серии А, в состав которой присоединился летом 1957 года. Сыграл за генуэзский клуб следующие три сезона своей игровой карьеры. Большую часть времени, проведённого в составе «Дженоа», был основным игроком команды и одним из её главных бомбардиров, имея среднюю результативность на уровне 0,42 гола за игру первенства. Впоследствии был включен в Зал славы «Дженоа».
Летом 1960, после того как «Дженоа» был лишён футбольной федерацией всех набранных в прошлом сезоне очков и отправлен в низкой дивизион, Баризон заключил контракт с «Миланом», в составе которого провёл следующие три года своей карьеры. Баризон не был основным игроком команды, но за это время завоевал титул чемпиона Италии и стал обладателем Кубка европейских чемпионов.
Впоследствии, с 1963 года, по два сезона играл в составе клубов «Сампдория» и «Рома».
С 1967 года три сезона защищал цвета команды «Наполи», став в первом из них вице-чемпионом Италии.
В сезоне 1970/71 защищал цвета клуба «Тернаны», после чего перешёл по приглашению своего друга и тренера «Белларии» Гастоне Беана в эту команду, игравшую в серии D.
Впоследствии в 1972 году провёл несколько матчей за канадский «Торонто Метрос» в NASL и вернулся в Италию, где завершил игровую карьеру в клубе «Леванте Дженоа» с серии D, за которую выступал на протяжении 1973—1974 годов.

## Международная карьера
28 февраля 1958 дебютировал за национальную сборную Италии в товарищеской игре против сборной Испании (1:1).
В составе сборной был участником чемпионата мира 1966 года в Англии, где сыграл в двух матчах: против Чили (2:0), в котором забил гол, и Северной Кореи (0:1). Это поражение от корейцев, которое не позволило Италии выйти из группы, стало последним матчем для Паоло в футболке сборной.
Всего в течение карьеры в национальной команде, которая длилась 9 лет, провёл в форме главной команды страны 9 матчей, забив 6 голов.

## Карьера тренера
Начал тренерскую карьеру вскоре после завершения карьеры игрока, в июне 1976 года возглавив на пять встреч тренерский штаб «Милана» после отставки Джованни Трапаттони.
Впоследствии в 1977—1978 годах тренировал «Про Патрия».
Утром 17 апреля 1979 на автостраде дей Фьйори (A10) вблизи Андоры, Баризон, который возвращался в Турин на Fiat 130 Coupé, не справился с управлением и погиб. Его друг и бывший партнёр по «Милану» Луиджи Радиче был ранен, но сумел выжить.

## Достижения
- Чемпион Италии: 1961/62
- Обладатель Кубка европейских чемпионов: 1962/63